# Contrasimnia
Genre
Contrasimnia est un genre de mollusques gastéropodes de la famille des Ovulidae. 

## Liste d'espèces
Selon World Register of Marine Species (9 mars 2021) :

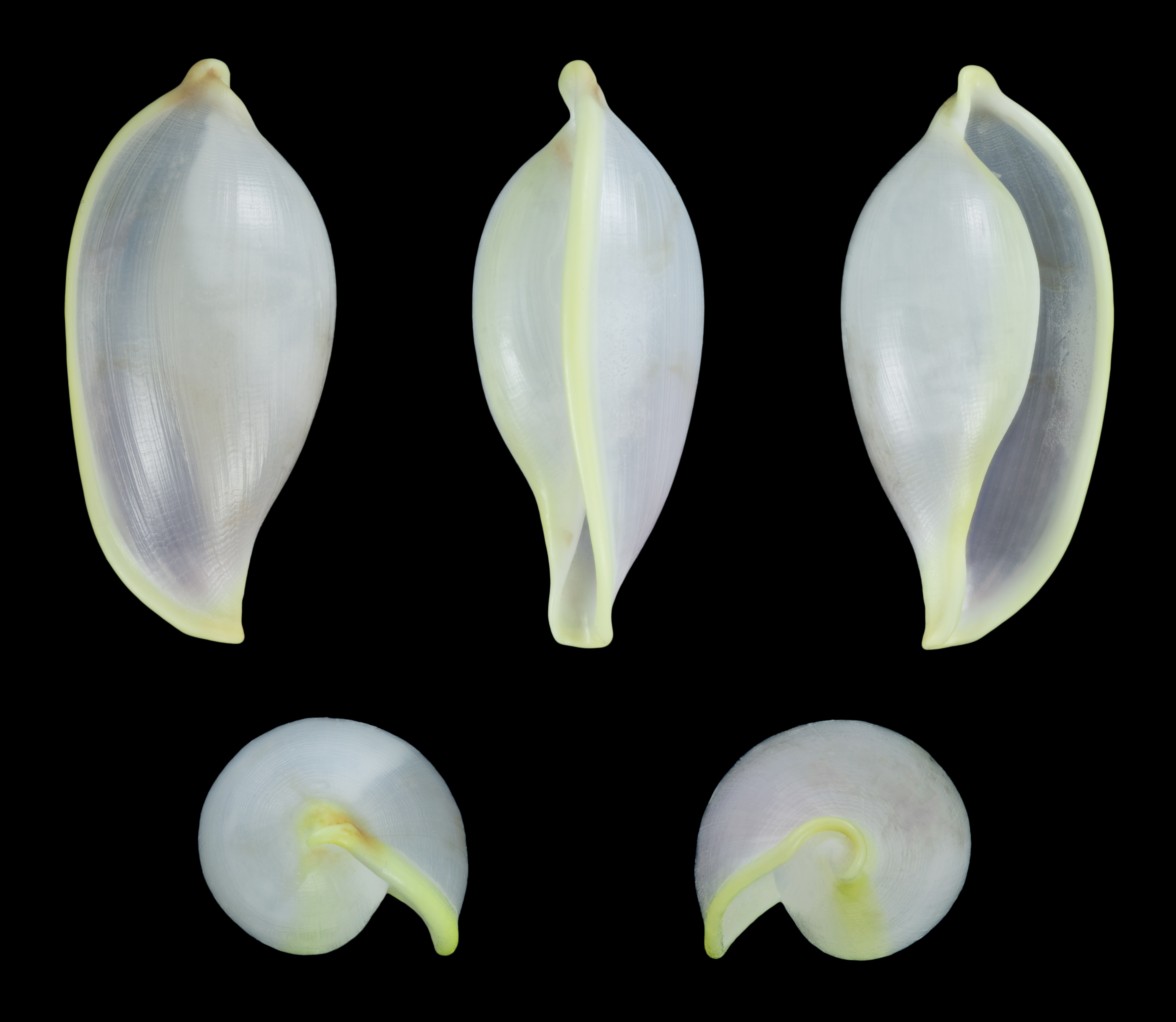
Contrasimnia xanthochila, de 2,3 cm de long, venant de mer de Chine orientale. Aout 2020.

- Contrasimnia formosana (Azuma, 1972)
- Contrasimnia pagoda (Cate, 1973)
- Contrasimnia xanthochila (Kuroda, 1928)